# 歐洲文化博物館

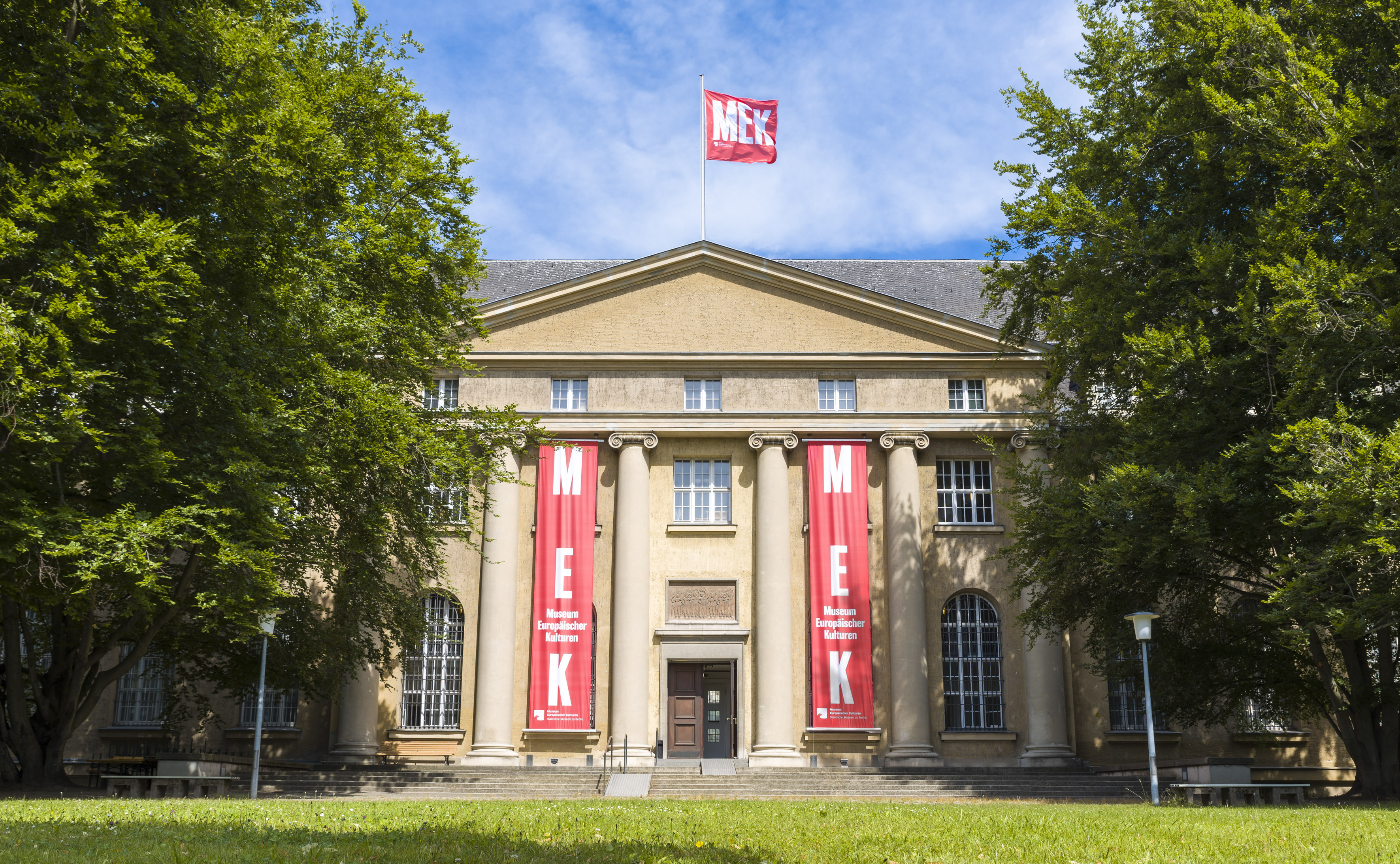

歐洲文化博物館（德語：Museum Europäischer Kulturen）是德國柏林的一座博物館，創建於1999年。2019年，歐洲文化博物館有24,000人參觀。

## 外部連結
- Museum of European Cultures （页面存档备份，存于）、

52°27′21″N 13°17′34″E / 52.4558333333°N 13.2927777778°E